# Российское дворянство

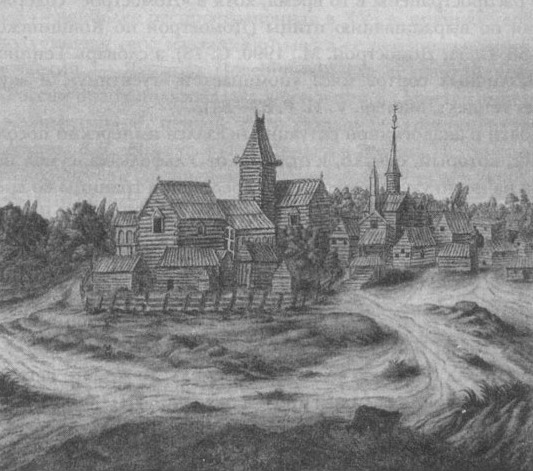
Двор дворянина под Новгородом, рисунок Н. Витсена, 1664 год.

Дворянство в России — сословие в дореволюционной России (княжеского, царского и имперского периодов), возникшее в XII веке как низшая часть военно-служилого сословия, и составлявшая двор князя или крупного боярина.
Свод законов Российской империи определял дворянство как сословие, принадлежность к которому «есть следствие, истекающее от качества и добродетели начальствующих в древности мужей, отличивших себя заслугами, чем, обращая самую службу в заслугу, приобретали потомству своему нарицание благородное. Благородными разумеются все те, кои от предков благородных рождены, или монархами сим достоинством пожалованы». А. С. Пушкин:

 Что такое дворянство? Потомственное сословие народа высшее, то есть награждённое большими преимуществами касательно собственности и частной свободы. 
Слово «дворянин» буквально означает «человек с княжеского двора» или «придворный». Дворяне брались на службу князем для выполнения различных административных, судебных и иных поручений.

## История
С конца XII века дворяне составляли низшую прослойку знати, непосредственно связанную с князем и его хозяйством, в отличие от боярства. В эпоху Всеволода Большое Гнездо, после разгрома в 1174 году старого ростовского боярства, дворяне вместе с горожанами временно стали основной социальной и военной опорой княжеской власти.

### Возвышение дворянства
- С XIV века дворяне стали получать за службу землю: появился класс землевладельцев — помещиков. Позже им была разрешена покупка земли.
- После присоединения Новгородской земли и Тверского княжества (конец XV века) и выселения вотчинников из центральных районов освободившиеся таким образом земли были розданы дворянам под условием службы (см. поместье).
- Судебник 1497 года ограничил право перехода крестьян (см. крепостное право).
- В феврале 1549 года в Кремлёвском дворце состоялся первый Земский собор. На нём выступил с речью Иван IV. Вдохновляемый идеями дворянина Ивана Семёновича Пересветова, царь взял курс на построение централизованной монархии (самодержавия) с опорой на дворянство, что подразумевало борьбу со старой (боярской) аристократией. Он публично обвинил бояр в злоупотреблениях властью и призвал всех к совместной деятельности по укреплению единства Российского государства.
- В 1550 году избранная тысяча московских дворян (1071 чел.) была испомещена в пределах 60—70 км вокруг Москвы.
- Уложение о службе 1555 года фактически уравняло дворянство в правах с боярством, включая право наследования.
- После присоединения Казанского ханства (середина XVI века) и выселения вотчинников из района опричнины, объявленного собственностью царя, освободившиеся таким образом земли были розданы дворянам под условием службы.
- В 1580-е годы вводились заповедные лета.
- Соборное уложение 1649 года закрепило право дворян на вечное владение и бессрочный сыск беглых крестьян.

Усиление русского дворянства в период XIV—XVI веков происходило в основном за счёт получения земли под условием военной службы, что фактически превращало дворян в поставщиков феодального ополчения по аналогии с западноевропейским рыцарством и русским боярством предыдущей эпохи. Поместная система, введённая с целью усиления армии в ситуации, когда уровень социально-экономического развития страны ещё не позволял централизованно оснащать армию (в отличие, например, от Франции, где короли с XIV века начали привлекать рыцарство в армию на условиях денежной оплаты сначала периодически, а с конца XV века — на постоянной основе), обернулась крепостным правом, ограничившим приток в города рабочей силы и затормозившим развитие капиталистических отношений в целом.

### Расцвет дворянства
В царствование Петра I дворянам вместе с детьми боярскими было присвоено новое общее сословное наименование шляхетства. Однако отдельные члены шляхетства продолжали называть себя не шляхтичами, а дворянами; к концу своего царствования Пётр и сам в указах нередко начал пользоваться термином «дворянство», который, однако, только ко времени Екатерины II вытеснил окончательно наименование «шляхетство». 

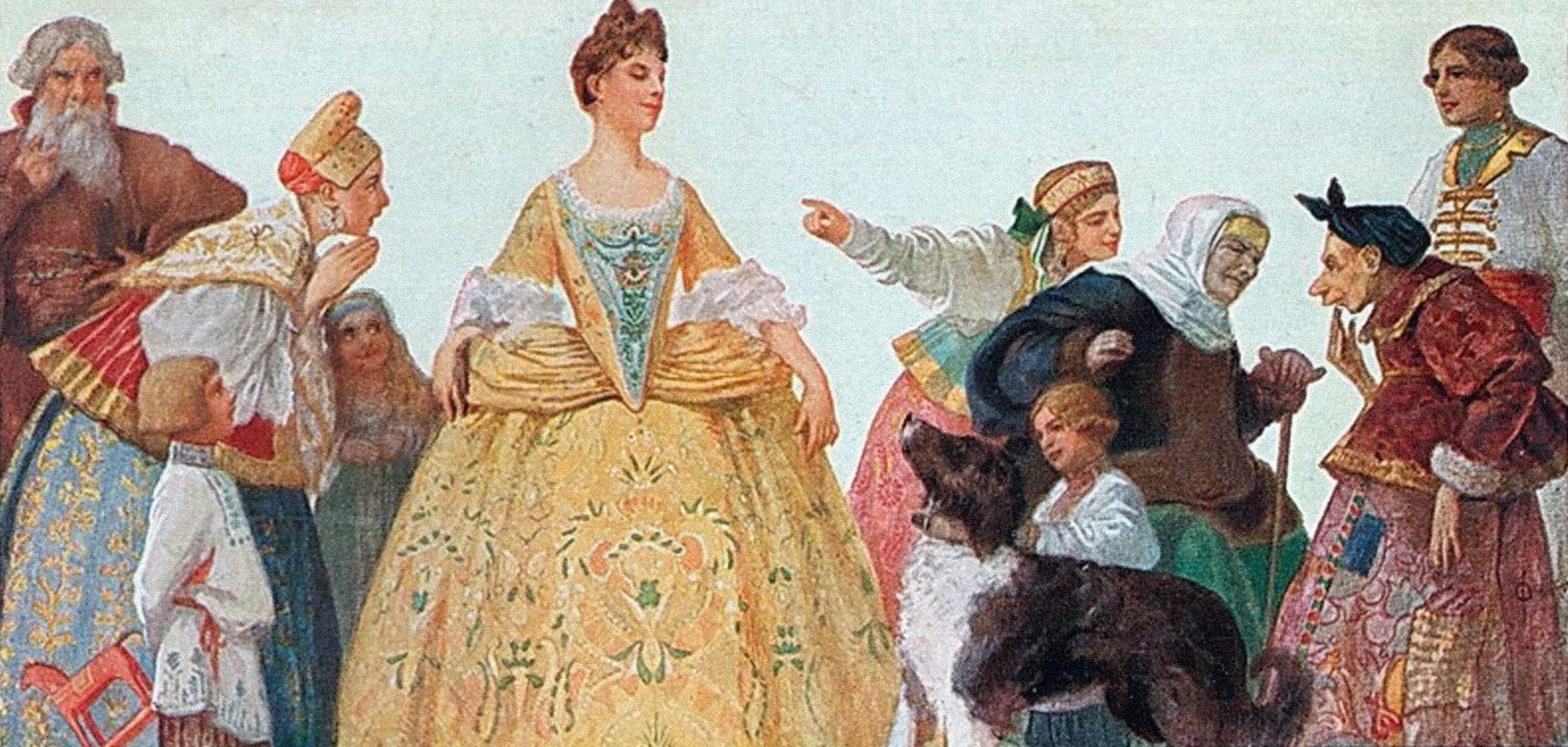
«Эко чучела!», иллюстрация С. С. Соломко

Петровские дворяне оставались такими же служилыми людьми, как и их предки — дворяне и дети боярские Московского государства. На них была возложена пожизненная обязательная военная или гражданская служба государству. Военная служба начиналась с 15 лет и непременно рядовым. В 1714 году было запрещено производить в офицеры «из дворянских пород, которые не служили солдатами гвардии и не знают с фундамента солдатского дела». У уклонявшихся от службы отбирались имущества, и они подвергались шельмованию. Кроме обязанности службы, на дворян была возложена обязанность учиться грамоте и основам математики. Не обучившимся этим основным наукам было запрещено вступать в брак.
Чин обер-офицера в военной службе и коллежского асессора в гражданской давали дворянское звание: указывалось, что выслужившие эти чины «в вечные времена лучшему старшему дворянству во всяких достоинствах и авантажах равно почтены быть имеют, хотя бы они и низкой породы были». Отсюда возникло различие между потомственным и личным дворянством. Так Табель о рангах  1722 года положила начало бюрократии, которая смешивалась со служилой аристократией и постепенно ее вытесняла.
При преемниках Петра I обязанность дворянства служить была смягчена. При Анне Иоанновне в 1736 году старший сын каждой дворянской семьи получил право оставаться дома для управления имением и нес службу только по местной администрации, срок же службы для остальных был сокращен до 25 лет.
Закон 1737 года ввел особые периодические экзамены для дворян на смотрах. Таких смотров было введено четыре: на первом 7-летние дворянские недоросли записывались только в книги; на последующих смотрах, по достижении 12 и 16 лет, они сдавали экзамены по основным предметам дворянского обучения — чтению, письму, закону Божию, арифметике и геометрии. Сдавшие эти экзамены удовлетворительно отпускались по домам до 20 лет, с обязательством обучаться географии, истории и фортификации, а не выдержавшие экзаменов отдавались в школы, число которых было увеличено, и сверх того был учрежден сухопутный кадетский корпус для шляхетских детей.
С развитием общего обучения и специальной подготовки петровское предписание о прохождении всеми дворянами военной службы с рядовых солдат стало все чаще и чаще обходиться. Возник обычай записывать дворянских детей в службу с малых лет, так что они, «дома живучи, все унтер-офицерские звания проносили, а по введении уже в офицерские чины в службу вступали».
Пётр III манифестом от 18 февраля 1762 года предоставил дворянству право служить или не служить по собственному усмотрению. С этого момента началась новая эра в истории дворянства. Теперь оно было освобождено от обязанности служить, но при этом не было лишено своих прав на землю и на крепостных. 

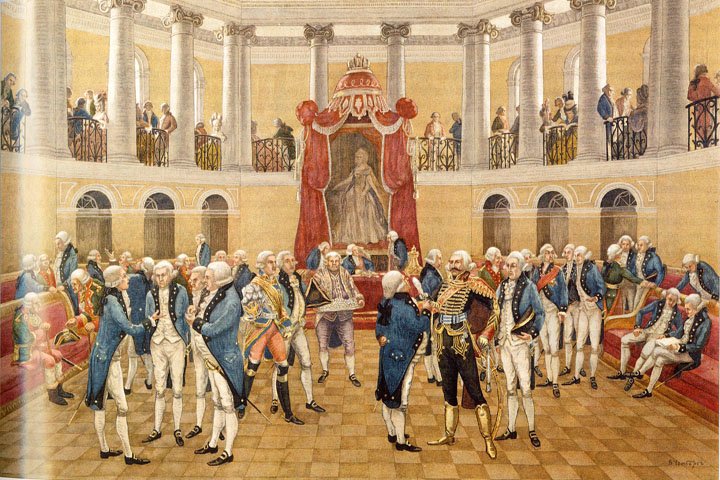
«Дворянское собрание в екатерининские времена», картина В. Чемберса

Екатерина II в 1785 году издала Жалованную грамоту дворянству, которая установила изъятие дворянства от телесных наказаний («телесное наказание не коснется до благородного») и освободила дворян от личных податей и повинностей. Екатерина также привлекла дворянство к участию в местном управлении и организовала внутрисословное самоуправление местных дворянских обществ. Высшими органами дворянских обществ являлись дворянские собрания. Глава дворянского собрания имел звание предводителя.
Неоднократно после смерти Петра I возбуждавшийся в законодательстве вопрос о том, кто может владеть крепостными с землей и без земли, с несущественными колебаниями всегда разрешался в смысле исключительного права дворянства. Жалованная грамота подтвердила исключительно за потомственным дворянством право владеть населенными имениями. Даже личным дворянам запрещалось впредь приобретать недвижимые имения, населенные и ненаселенные; но при этом сохранялось за ними право на те земли, какие они успели уже приобрести. Основания этого владения, прежде обусловленного службой, стали выводиться из понятия полной собственности.

### Закат дворянства
В начале XIX века (особенно после Отечественной войны) часть дворянства прониклась республиканскими настроениями. Многие дворяне вступали в масонские ложи или тайные антиправительственные организации. Движение декабристов имело черты дворянской фронды.

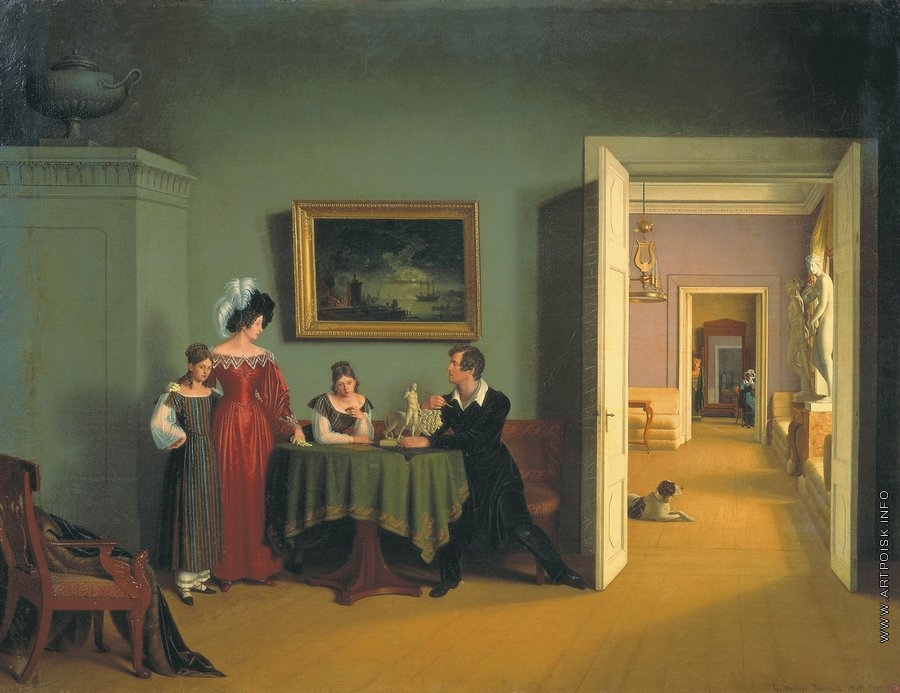
Дворянская семья, 1830-е годы (картина Ф.П. Толстого)

Со временем государство начинает ограничивать массовый приток недворян во дворянство, ставший возможным благодаря выслуге чинов. Специально для удовлетворения амбиций таких недворян было учреждено «промежуточное» сословие почётных граждан. Оно образовано 10 апреля 1832 года, и получает такие важные привилегии дворянского сословия как освобождение от подушной подати, рекрутской повинности и телесных наказаний.
Круг лиц, имевших право на почётное гражданство, со временем расширялся — дети личных дворян, купцы I гильдии, коммерции- и мануфактур-советники, художники, выпускники ряда учебных заведений, дети православных церковнослужителей.
С 11 июня 1845 года гражданские чины X—XIV классов вместо личного дворянства начали давать лишь почётное гражданство. С 1856 года личное дворянство начиналось с IX класса, потомственное — с VI по военной службе (полковник) и с IV по гражданской (действительный статский советник).
Волна крестьянских бунтов во время Крымской войны (крестьяне записывались во время войны в ополчение, рассчитывая на освобождение от крепостной зависимости, но этого не произошло) приводит Александра II к мысли о том, что «лучше отменить крепостное право сверху, нежели дожидаться того времени, когда оно само собою начнёт отменяться снизу».
После крестьянской реформы 1861 года экономические позиции дворянства ослабли. По мере развития капитализма в России дворянство теряло позиции в обществе. После отмены крепостного права дворяне сохранили около половины земли, получив щедрую компенсацию за вторую половину; однако к началу XX века помещики владели уже только 60 % земли, принадлежавшей им в 1861 году. На январь 1915 года владели в Европейской части России 39 из 98 млн десятин пригодной земли. К началу 1917 года это количество резко падает, и в руках крестьян оказывается уже около 90 % земли.

Д. Н. Кардовский. Бал в Петербургском Дворянском собрании
23 февраля 1913 года

К началу XX века потомственное дворянство, которое официально воспринималось, как «первая опора престола» и «одно из надёжнейших орудий правительства», постепенно теряет своё экономическое и административное доминирование. На 1897 год доля потомственных дворян среди офицеров составляет 52 %, среди гражданских госслужащих 31 %. На 1914 год в деревнях жило от 20 до 40 % дворян, остальные переселяются в города.
После Октябрьской революции все сословия в РСФСР были ликвидированы декретом ВЦИК «Об уничтожении сословий и гражданских чинов», вступившим в силу 12 ноября 1917 года.

## Классификация
В период расцвета, и следуя Жалованной грамоте дворянству Екатерины II 1785 года, дворянство подразделялось на:
- Древнее (столбовое) дворянство — потомки древних княжеских и боярских родов и дворянских нетитулованных родов, которые приобрели дворянство до 1685 года (старинные роды, представители которых вносились в VI часть родословных книг по губерниям).
- Титулованное дворянство — князья, графы, бароны (роды вносились в V часть родословных книг).
- Иностранное дворянство — роды вносились в IV часть родословных книг.
- Потомственное дворянство по собственным заслугам — дворянство, передававшееся законным наследникам (роды вносились в I, II и III части родословных книг):
  - роды дворянства, приобретённого особым патентом, полученным от монарха после 1685 года — в I часть
  - роды дворянства, приобретённого после 1721 года на воинской службе — во II часть
  - роды дворянства, приобретённого на гражданской службе после 1722 года или по ордену — в III часть
- Личное дворянство — дворянство, полученное за личные заслуги (в том числе до 1845 года при наличии чина XIV класса Табели о рангах на гражданской, а после 1845 года при достижении IX класса на гражданской и XIV класса на воинской службе), но не передающееся по наследству и поэтому не заносящееся в родословные книги. Было создано Петром I с целью ослабить замкнутость дворянского сословия и дать к нему доступ людям низших классов.

Российское дворянство составилось из разнородных элементов — в среду его входили: дети боярские по губерниям и уездам, великорусское московское дворянство, малоросское и донское казачье дворянство, прибалтийско-немецкое дворянство, польская и литовская шляхта,  бессарабское дворянство, осетинское, грузинское, армянское, наконец инородческое дворянство. По данным переписи 1897 г., в Российской империи было 1,8 миллиона дворян (из них 1,2 млн потомственных), это 1,5 % населения. Из них 53 % назвали своим родным языком русский, 28,6 % — польский, 5,9 % — грузинский, 5,3 % — татарский, 3,4 % — литовский, 2,4 % — немецкий.
В 1858 году потомственных дворян было 609 973, личных и служащих — 276 809; в 1870 году потомственных дворян было 544 188, личных и служащих — 316 994; дворян-землевладельцев, по официальным сведениям за 1877—1878 годы, считалось в Европейской России 114 716.
В великорусских губерниях дворяне в 1858 году составляли 0,83 % населения, что было существенно меньше, чем в таких странах, как Англия, Франция, Австрия и Пруссия, где их численность превышала 1,5 %. В Речи Посполитой дворяне составляли более 8 % населения.

## Приобретение дворянства

### Потомственное дворянство
Потомственное (передаваемое по наследству) дворянство приобреталось четырьмя путями:
- чинами на действительной службе;
- в результате пожалования за «служебные отличия» российскими орденами;
- потомками особо отличившихся личных дворян и именитых граждан;
- пожалованием по особому усмотрению самодержавной власти[5].

В 1722—1845 годах потомственное дворянство давалось, начиная: на военной службе — с XIV класса, на гражданской службе — с VIII класса Табели о рангах и при награждении любым орденом Российской империи.
С 1845 года из-за обесценивания чинов, вызванного тем, что повышение давалось не за достоинства, а за выслугу лет, была повышена планка вступления в дворянство: для военных — до VIII класса (чин майора) и для гражданских чиновников — до V класса (статского советника), за награждение орденами: Святого Георгия и Святого Владимира любой степени и первыми степенями орденов Святой Анны и Святого Станислава. В период 1856—1917 годов дворянство давалось дослужившимся до чина армейского полковника или флотского капитана 1 ранга (VI класс) и действительного статского советника (IV класс). Таким образом, с середины XIX века главным путём получения дворянства стало получение ордена. Чаще всего дворянство приносил орден Святого Владимира 4-й степени, который массово жаловался гражданским чиновникам VII класса по выслуге лет, а также за благотворительные пожертвования. С 1900 года потомственное дворянство по ордену Святого Владимира можно было получить только начиная с 3-й степени. В это же время стало труднее получить чиновникам продвижение в IV класс: «Для производства в чины выше статского советника (V кл.) никакого срока не полагается, и пожалование в оные зависит единственно от Высочайшего соизволения».
Долгое время позволительно было ходатайствовать о пожаловании потомственного дворянства в том случае, если отец и дед ходатая имели личное дворянство, выслужив его в обер-офицерских чинах. Право приобретения потомственного дворянства потомками личных дворян и именитых граждан сохранялось до начала XX века. Статья закона о получении потомственного дворянства сыном по достижении совершеннолетия и вступлении на службу в случае, если его дед и отец состояли «беспорочно» на службе в чинах, приносивших личное дворянство, не менее 20 лет каждый, была отменена указом от 28 мая 1900 года. В законах о состояниях 1899 года издания отсутствовало ранее действовавшее положение, что в случае если именитые граждане — дед и отец — «именитость беспорочно сохраняли», то их старший внук мог просить потомственное дворянство при условии его беспорочной службы и достижения 30-летнего возраста.
К 1917 году в Российской империи было около 1 300 000 человек потомственных дворян, что составляло менее 1 % населения.

### Личное дворянство
Особое положение занимали личные дворяне, появившиеся одновременно с Табелью о рангах.
Личное дворянство приобреталось:
- пожалованием, когда какое-либо лицо возводилось во дворянство лично не по порядку службы, а по особому высочайшему усмотрению;
- чинами по службе — для получения личного дворянства до 1845 года необходимо было наличие чина XIV класса Табели о рангах на гражданской службе, а согласно Манифесту 11 июня 1845 года «О порядке приобретения дворянства службою» необходимо было дослужиться на гражданской службе — до чина 9-го класса (титулярный советник), военной — первого обер-офицерского чина (XIV класс). Кроме того, лица, получившие чин IV класса или полковника не на действительной службе, а при выходе в отставку, также признавались личными, а не потомственными дворянами;
- пожалованием ордена — при пожаловании ордена Святой Анны II, III или IV степени в любое время после 22 июля 1845 года, Святого Станислава II или III степени в любое время после 28 июня 1855 года, Святого Владимира IV степени в любое время после 28 мая 1900 года. Лица купеческого звания, пожалованные российскими орденами между 30 октября 1826 года и 10 апреля 1832 года, а орденом Святого Станислава с 17 ноября 1831 года по 10 апреля 1832 года, также признавались личными дворянами. В дальнейшем для лиц купеческого звания путь получения личного дворянства через пожалование орденами был закрыт, и за ними признавалось только личное или потомственное почётное гражданство.

Личное дворянство передавалось браком от мужа к жене (если она была не дворянского происхождения), но не сообщалось детям и потомству. Правами личного дворянства пользовались вдовы не принадлежавших к потомственному дворянству священнослужителей православного и армяно-григорианского исповедания. Наибольшее количество личных дворян было среди офицеров среднего звена и чиновников. По оценкам 1858 года, общее число личных дворян и чиновников не дворян (имевших низшие классные чины по Табели о рангах, а также мелких канцелярских служащих), также входивших в эту группу, включая жён и несовершеннолетних детей, составляло 276 809 человек, а по переписи 1897 года уже 486 963 человека.
Н. М. Коркунов отмечал в 1909 году:

Нельзя не обратить при этом внимания на чрезвычайную облегченность достижения дворянства для лиц, получивших высшее образование, особенно ученые степени, и для лиц, служащих по ученому и учебному ведомствам. Высшее образование дает право на производство прямо в чины XII, X или IX класса; ученая степень доктора даже право на чин VIII класса. Пользующиеся правами учебной службы утверждаются в чинах прямо по классу должности и могут быть производимы двумя чинами выше класса должности. Таким образом, можно сказать, что у нас делается дворянином каждый, получивший высшее образование и сколько-нибудь послуживший родине. Правда, до последнего времени это несколько ограничивалось тем, что получение чинов и орденов соединяется только с государственной службой. Образованный земский деятель, поэтому, никак не мог сделаться дворянином. Но теперь это ограничение отпало. Земское положение 1890 г. предоставило права государственной службы и членам земских управ. Благодаря этому, кандидат университета, прослуживший хотя бы одно трехлетие членом земской управы, получает чин IX класса и с ним личное дворянство. Даже члены земских управ из лиц, не пользующихся правом поступления на государственную службу, по выслуге трёх трёхлетий, могут быть представляемы губернатором к производству в первый классный чин.

## Передача потомственного дворянства по наследству
Потомственное дворянство передавалось по наследству и в результате брака по мужской линии. Каждый дворянин сообщал своё дворянское достоинство жене и детям. Женщина же дворянка, выходя замуж за представителя другого сословия, не могла передать права дворянства мужу и детям, но сама оставалась дворянкой.
Распространение дворянского достоинства на детей, рождённых до пожалования дворянства, зависело от «высочайшего благоусмотрения». Вопрос о детях, рождённых до получения их отцами чина или ордена, дававших право потомственного дворянства, решался по-разному. Высочайше утверждённым мнением Государственного совета от 5 марта 1874 года ограничения, касавшиеся детей, рождённых в податном состоянии, включая и рождённых в нижнем воинском и рабочем звании, были отменены.

## Пожалование дворянством после 1917 года
Пожалование дворянством и титулами Российской империи было продолжено и после Октябрьской революции главами Российского Императорского Дома в эмиграции. Общепринято, что монарший дом, даже утратив де-факто суверенитет над государством, продолжает существовать как международная правосубъектная сущность, а глава этого Дома, даже не имея фактической возможности реализовывать некоторые из своих королевских прерогатив, продолжает владеть всеми ими. К числу таких прерогатив относится и jure honorum (право награждения династическими наградами, а равно и титулами, достоинствами, отличиями, относящимися к объекту своей законной претензии (к Российской Империи) на свое усмотрение, равно и право на создания новых наград, титулов, достоинств и отличий).

## Привилегии дворянства
Дворянство обладало следующими привилегиями:
- право владения населёнными имениями (до 1861 года);
- свобода от обязательной службы (в 1762—1874 годах, позже была введена всесословная воинская повинность);
- свобода от телесных наказаний (до их отмены в 1863 году с рядом исключений);
- свобода от земских повинностей (до второй половины XIX века);
- право на получение образования в привилегированных учебных заведениях (в Пажеский корпус, Императорский Александровский лицей, Смольный институт благородных девиц и Императорское училище правоведения принимались дети дворян из 5 и 6 частей родословной книги и дети лиц, имевших чин не ниже IV класса);
- право на службу при Императорском Дворе;
- преимущества при производстве в офицеры до 1874 года (производство в офицеры недворян было ограничено);
- преимущества при прохождении государственной службы (по указам от 14 октября 1827 г. и 25 июня 1834 г. срок выслуги для получения чина VIII класса, дававшего потомственное дворянство, для недворян увеличивался[9]).

Каждый потомственный дворянин записывался в родословную книгу той губернии, где имел недвижимую собственность. По высочайшему указу от 28 мая 1900 года внесение безземельных дворян в губернские родословные книги было предоставлено собранию предводителей и депутатов дворянства. При этом не имевшие недвижимости вносились в книгу той губернии, где имением владели их предки.
Получившие дворянство непосредственно через чин или пожалование орденом вносились в книгу той губернии, куда они пожелают, даже если не имели там никакого имения. Это положение существовало до указа от 6 июня 1904 года «О порядке ведения родословных книг для дворян, не записанных в родословные книги в губерниях», по которому на герольдмейстера возлагалось ведение общей для всей империи родословной книги, куда стали вписывать дворян, не владевших недвижимостью или владевших ею в губерниях, где не было дворянских учреждений, а также приобретших права потомственного дворянства евреев, не подлежавших на основании Указа от 28 мая 1900 года внесению в губернские дворянские родословные книги.
Личные дворяне в родословную книгу не вносились. С 1854 года они, наравне с почётными гражданами, записывались в пятую часть городской обывательской книги.
Дворяне имели право ношения шпаги. Общим для всех дворян был титул «ваше благородие». Имелись также родовые титулы дворянства — баронские (господин барон), графские и княжеские (ваше сиятельство), а также другие титулы. Если служившие дворяне имели титулы и мундиры, соответствовавшие их чинам гражданского или военного ведомства, то неслужилый дворянин сохранял право носить мундир той губернии, где имел поместье или был записан, а также право «по прозвании своём писаться как помещиком его поместий, так и вотчинником родовых, наследственных и жалованных его вотчин».
Одной из привилегий, принадлежавшей исключительно потомственным дворянам, было право иметь родовой герб. Гербы утверждались для каждого дворянского рода высочайшей властью и затем оставались навсегда (изменения могли вноситься лишь по особому высочайшему повелению). Общий гербовник дворянских родов Российской империи был создан ещё Указом от 20 (31) января 1797 года. Он составлялся Департаментом герольдии и содержал рисунки и описания гербов каждого рода.
Рядом узаконений с 21 апреля 1785 года по 17 апреля 1863 года потомственные, личные, иностранные дворяне не могли подвергаться телесным наказаниям как по суду, так и во время содержания под стражей. Однако в результате постепенного освобождения от телесных наказаний других слоёв населения эта привилегия дворян в пореформенный период перестала быть привилегией.
В Законах о состояниях 1876 года издания содержалась статья об освобождении дворян от личных податей. Однако в связи с отменой подушной подати по Закону от 14 мая 1883 года эта статья оказалась ненужной и в издании 1899 года уже отсутствовала.

## Женщины-дворянки
Особенности российского законодательства (в частности принцип раздельности имущества супругов) привели к тому, что русские дворянки отличались по своему статусу от женщин благородного сословия Западной Европы и Америки (см. Coverture). В частности они обладали широкой правоспособностью — могли покупать и продавать землю, вступать в деловые отношения с другими помещиками даже будучи замужем. Исследователи считают, что данный юридический принцип сформировался в Средневековье, так что уже женщины Новгородской и Московской Руси участвовали в разнообразных финансовых сделках, закладывали имения, составляли завещание и сами выбирали своих наследников. Власть тщательно следила за тем, чтобы имущественные права благородных женщин охранялись, к примеру, в XVII веке Боярская дума выпустила три указа, запрещавшие мужчинам продавать родовые земли своих жён без согласия последних и запрещавшие силой получать такое согласие. Таким образом, по словам французского исследователя М. Ламарша, «к концу XVII столетия неприкосновенность земель замужних женщин уже представляла собой освящённый временем принцип русского имущественного права». В XVIII веке было принято несколько указов (от 1715 и 1753 гг.), которые полностью запрещали супругам вмешиваться в финансовые дела друг друга. В Своде законов Российской империи, изданном в 1832 году, было указано, что никакое имущество жены не может стать собственностью мужа «независимо от способа и времени его приобретения». Вместо этого супруги могли вступать друг с другом в отношения купли-продажи, передачи имущества по дарственной и др. Также законом признавалась раздельность обязательственных прав супругов, подчёркивалась свобода одного из них от долгов и обязательств, принятых другим. К концу XVIII века около трети земельных владений в Росcии принадлежали женщинам. Все эти факторы также приводили к широкому развитию женского предпринимательства в России.
Подобные практики удивляли иностранцев, проживавших в России. Британская путешественница и близкая подруга Екатерины Дашковой Марта Вильмот, прожившая несколько лет в России, вспоминала в своих мемуарах, с каким удивлением она слышала, как во время балов и светских приёмов молодые дворянки начинали обсуждать между собой сделки по продаже земли и крепостных крестьян. Она отмечала что подобное поведение невозможно для британского общества. Всё это приводило к представлениям о России, как о стране «женственных мужчин» и «мужественных женщин». Также иностранцев, проживавших в России, удивлял контраст между деспотической формой правления и излишне свободными нравами в обществе. Так, одна из них писала в 1806 г. своей сестре 

Следует тебе знать, что каждая женщина имеет право на своё состояние совершенно независимо от мужа, а он так же независим от своей жены. Поэтому брак не является союзом ради каких-либо выгод… Это придаёт некий любопытный оттенок разговорам русских матрон, которые смиренной англичанке кажутся проявлением поразительной независимости при деспотическом правлении— М. М. Ламарш. Бабье царство. Дворянки и владение имуществом в России, 1700—1861.

## Идеология дворянства
Дворянин есть первый полицеймейстер в своем поместье, сборщик государственных податей, надсмотрщик за исполнением земских повинностей, мирный судья между своими крестьянами, попечитель об их здоровье, охранитель их имущества, надзиратель приходского училища (Фаддей Булгарин. Иван Выжигин, 1829)